# Огден (Іллінойс)
Огден (англ. Ogden) — селище (англ. village) в США, в окрузі Шампейн штату Іллінойс. Населення — 729 осіб (2020).

## Географія
Огден розташований за координатами 40°6′54″ пн. ш. 87°57′23″ зх. д. / 40.11500° пн. ш. 87.95639° зх. д. (40.115045, -87.956299).  За даними Бюро перепису населення США в 2010 році селище мало площу 1,48 км², уся площа — суходіл.

## Демографія
Згідно з переписом 2010 року, у селищі мешкало 810 осіб у 310 домогосподарствах у складі 223 родин. Густота населення становила 547 осіб/км².  Було 319 помешкань (215/км²).
Расовий склад населення:
| - 98,4 % — білих - 0,5 % — корінних американців - 0,4 % — азіатів - 0,1 % — чорних або афроамериканців |

До двох чи більше рас належало 0,5 %. Частка іспаномовних становила 1,0 % від усіх жителів.
За віковим діапазоном населення розподілялося таким чином: 25,8 % — особи молодші 18 років, 62,5 % — особи у віці 18—64 років, 11,7 % — особи у віці 65 років та старші. Медіана віку мешканця становила 36,9 року. На 100 осіб жіночої статі у селищі припадало 98,5 чоловіків;  на 100 жінок у віці від 18 років та старших — 96,4 чоловіків також старших 18 років.
Середній дохід на одне домашнє господарство  становив 74 131 долар США (медіана — 67 679), а середній дохід на одну сім'ю — 83 034 долари (медіана — 78 304). За межею бідності перебувало 4,4 % осіб, у тому числі 8,5 % дітей у віці до 18 років та 3,0 % осіб у віці 65 років та старших.
Цивільне працевлаштоване населення становило 416 осіб. Основні галузі зайнятості: освіта, охорона здоров'я та соціальна допомога — 21,9 %, виробництво — 12,0 %, роздрібна торгівля — 11,3 %.